# Лебес

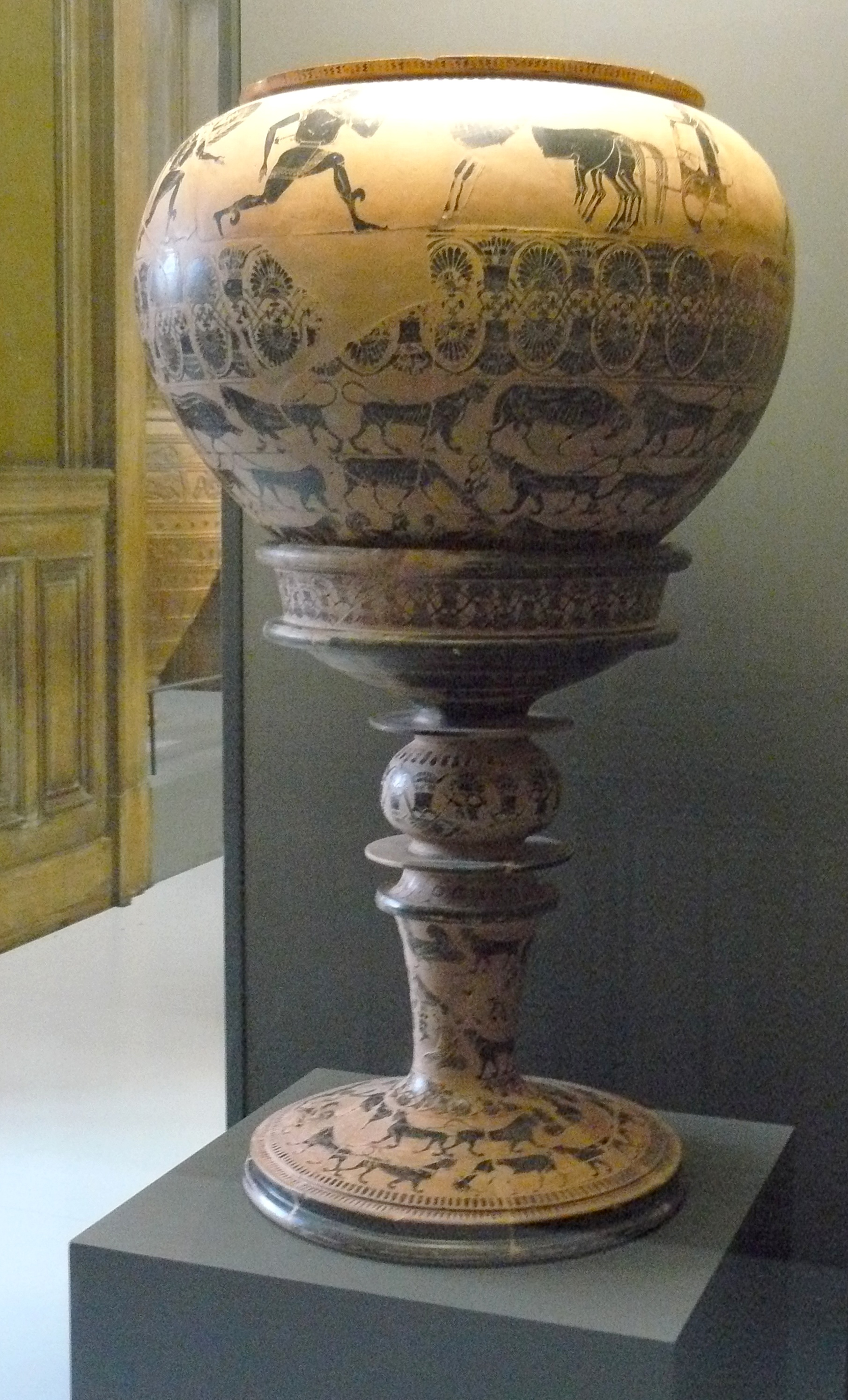
Лебес, вазописець Горгон, Еритрія

Лебес — давньогрецька посудина у формі чаші на ніжці або тринозі, яка використовувалася як для приготування їжі, так і для миття та прання. Лебеси виготовляли з бронзи, срібла або глини.
Особливою формою лебеса є лебес гамікос — весільний лебес із двома ручками. Лебес гамікос встановлювався на весільних бенкетах у безпосередній близькості від нареченої і використовувався в церемоніях очищення, а також як квіткова ваза.
Лебеси також вручали переможцям спортивних змагань як приз.